# Jeff VanderMeer
Pour les articles homonymes, voir Vandermeer.
Œuvres principales
- La Cité des saints et des fous (en)
- Annihilation
- Autorité
- Acceptation

Jeff VanderMeer, né le 7 juillet 1968 à Bellefonte en Pennsylvanie, États-Unis, est un auteur, éditeur et critique littéraire américain de science-fiction et de fantasy. Ses œuvres s'inscrivent plus précisément dans le mouvement littéraire du New weird, auquel sont attachés des auteurs tels que China Miéville ou M. John Harrison.
Jeff VanderMeer rencontre le succès avec la trilogie du Rempart Sud (en) (2014). Le premier roman, Annihilation, remporte le prix prix Nebula du meilleur roman ainsi que le prix Shirley-Jackson, et est adapté en film par Alex Garland en 2018. Parmi ses autres romans, on peut citer Shriek: An Afterword (en) et Borne (en). Avec son épouse Ann VanderMeer (en), il a également coédité plusieurs anthologies influentes, comme The New Weird, The Weird ou The Big Book of Science Fiction.
Jeff VanderMeer a été nommé « l'un des praticiens les plus remarquables du fantastique littéraire en Amérique aujourd'hui » et The New Yorker l'a qualifié de « roi de la weird fiction ». Les œuvres de Jeff VanderMeer sont réputées pour échapper aux classifications de genre, même si elles intègrent des thèmes et des éléments de genres tels que le postmodernisme, l'écofiction (en), le New weird et la fiction post-apocalyptique.
L'écriture de Jeff VanderMeer a été décrite comme « évocatrice » et contenant des « observations intellectuelles à la fois profondes et troublantes », et a été comparée aux œuvres de Jorge Luis Borges, Franz Kafka et Henry David Thoreau.

## Enfance et études
Jeffrey Scott VanderMeer naît à Bellefonte en Pennsylvanie le 7 juillet 1968 et passe une grande partie de sa jeunesse aux Fidji, ses parents travaillent pour le compte du Corps de la paix. De retour aux États-Unis, il réside à Ithaca dans l'État de New York et à Gainesville en Floride. Il étudie à l'université de Floride et, en 1992, participe au Clarion Workshop, un atelier d'écriture orienté vers la science-fiction et la fantasy.
À vingt ans, il lit le roman d'Angela Carter Les Machines à désir infernales du Docteur Hoffman (en), une expérience qui le pousse à améliorer son écriture et à être plus intrépide.

## Carrière

### Écriture
Jeff VanderMeer commence à écrire à la fin des années 1980 tandis qu'il est encore à l'école secondaire, et devient rapidement un contributeur prolifique à des revues à petit tirage. Durant cette période, il écrit de nombreuses nouvelles d'horreur et de fantasy, dont certaines sont recueillies en 1989 dans The Book of Frog, son premier livre auto-publié, et en 1996 dans The Book of Lost Places. Il écrit également de la poésie - son poème Flight Is for Those Who Have Not Yet Crossed Over est colauréat du prix Rhysling (en) 1994 - et édite deux numéros d'un magazine autoproduit, Jabberwocky,.
L'un des premiers succès de Jeff VanderMeer est son recueil de nouvelles La Cité des saints et des fous (en), qui se déroule dans la ville imaginaire d'Ambregris. Plusieurs romans ultérieurs de Jeff VanderMeer sont également situés à Ambregris, comme Shriek: An Afterword (en) (2006) et Finch (en) (2009), ce dernier étant finaliste du prix Nebula du meilleur roman. Son roman court The Transformation of Martin Lake remporte le prix World Fantasy du meilleur roman court 2000.
Jeff VanderMeer travaille également dans d'autres médias, dont un film basé sur son roman Shriek dont la bande originale est composée par le groupe de rock The Church. Le groupe Murder by Death enregistre une bande-sonore, Finch (en), sortie en même temps qu'une édition limitée du livre. Jeff VanderMeer écrit aussi roman de la série Predator pour Dark Horse Comics intitulé Predator: South China Seas, et travaille avec l'animateur Joel Veitch (en) sur une adaptation de sa nouvelle A New Face in Hell.

#### Trilogie du Rempart Sud
En 2014, Farrar, Straus and Giroux publie la trilogie du Rempart Sud (en), constituée des romans Annihilation, Autorité et Acceptation. L'histoire est centrée sur une organisation secrète qui gère des expéditions vers un lieu intitulé Zone X, une zone inhabitée et abandonnée que la nature a commencé à se réapproprier après un événement mystérieux. Jeff VanderMeer a déclaré que l'inspiration lui est venue à la suite d'une randonnée à travers St. Marks National Wildlife Refuge (en), une réserve naturelle proche de Tallahassee. Il cite également La Montagne Morte de la Vie, roman de Michel Bernanos, parmi ses influences.
Les trois tomes de la trilogie sont publiés coup sur coup pendant une période de huit mois, une opération qui a été qualifiée de « stratégie inspirée par Netflix ». Cette stratégie permet aux second et troisième livres d'intégrer la New York Times Best Seller list et établit VJeff anderMeer comme « l'un des auteurs les plus avant-gardistes de la décennie, ».
Annihilation remporte le prix prix Nebula du meilleur roman ainsi que le prix Shirley-Jackson. L'ensemble de la trilogie est également finaliste pour le prix World Fantasy du meilleur roman 2015 et le prix Kurd-Laßwitz 2016. Annihilation est porté à l'écran sous le même nom en 2018 par le réalisateur Alex Garland ; la distribution comprend Natalie Portman, Gina Rodriguez, Tessa Thompson, Jennifer Jason Leigh et Oscar Isaac.

#### Œuvres ultérieures
En 2017, Jeff VanderMeer publie Borne (en), un roman d'« apocalypse biotechnologique ». En août de la même année, il publie la nouvelle The Strange Bird: A Borne Story, une histoire se déroulant dans le même monde que Borne mais avec des personnages différents. Astronautes morts (en), un roman se déroulant dans le même univers, sort le 3 décembre 2019.

### Critique littéraire et édition
Jeff VanderMeer est un auteur prolifique de critiques littéraires et d'essais, parus dans de nombreuses publications, dont The Atlantic, The Washington Post Book World ou Publishers Weekly. Pendant plusieurs années, il est chroniqueur régulier pour Amazon et a été juge pour le prix Eisner et le National Book Award for Fiction (en).
Jeff VanderMeer a également édité un plusieurs anthologies, la plupart des anthologies récentes ayant été des collaborations avec son épouse, Ann VanderMeer (en), ancienne rédactrice en chef de Weird Tales.

### Enseignement
Jeff VanderMeer est impliqué dans l'enseignement de la création littéraire. L'un des projets auxquels il participe est Shared Worlds, un programme annuel de deux semaines qui vise à enseigner l'écriture créative aux adolescents. Il a également enseigné au Clarion Workshop et à la Trinity Prep School. En plus de ces actions d'enseignement, Jeff VanderMeer a également écrit des guides d'écriture créative tels que Wonderbook, qui a remporté le prix British Science Fiction du meilleur livre non-fictif 2013, le prix Locus du meilleur livre non-fictif 2014 et a été nommé pour le prix Hugo du meilleur livre non-fictif ou apparenté 2014 et le prix World Fantasy 2014 dans la catégorie prix spécial pour les professionnels.

## Vie privée
En 2003, Jeff VanderMeer épouse Ann Kennedy (en), alors éditrice pour Buzzcity Press et le magazine Silver Web. En 2017, le couple vivait à Tallahassee, Floride.

## Récompenses
À la date de début 2023, Jeff VanderMeer a été nommé au prix World Fantasy dix-neuf fois et l'a remporté quatre fois. Il a remporté le prix Nebula, le prix British Science Fiction et le prix Locus. Il a également été finaliste pour le prix Hugo, le prix Bram-Stoker, l'International Horror Guild Awards et le prix Philip-K.-Dick.

## Œuvres

### Univers d'Ambregris
- Dradin amoureux ((en) Dradin, In Love, 1996)Fait partie du recueil La Cité des saints et des fous
- Guide Hoegbotton de l’Ambregris des premiers temps par Duncan Hurle ((en) The Hoegbotton Guide to the Early History of Ambergris, by Duncan Shriek, 1999)Fait partie du recueil La Cité des saints et des fous
- La Cité des saints et des fous (en), Calmann-Lévy, 2006 ((en) City of Saints and Madmen, 2001), trad. Gilles Goullet, 258 p.  (ISBN 2-7021-3709-1)Prix du Cafard cosmique 2007
- (en) Shriek: An Afterword (en), 2006
- (en) Finch (en), 2009

### Série du Rempart Sud
1. Absolution (en), Au diable vauvert, 2025 (Absolution, 2024), trad. Gilles Goullet, 544 p. (ISBN 979-10-307-0739-7)Publié dix ans après les trois premiers volumes, mais dont l'action se déroule avant ces derniers. À paraître le 2 octobre 2025
2. Annihilation, Au diable vauvert, 2016 ((en) Annihilation, 2014), trad. Gilles Goullet, 221 p.  (ISBN 979-10-307-0021-3)Prix Nebula du meilleur roman 2014 et prix Shirley-Jackson 2014
3. Autorité, Au diable vauvert, 2017 ((en) Authority, 2014), trad. Gilles Goullet, 391 p.  (ISBN 979-10-307-0117-3)
4. Acceptation, Au diable vauvert, 2018 ((en) Acceptance, 2014), trad. Gilles Goullet, 378 p.  (ISBN 979-10-307-0177-7)

### SérieBorne
1. Borne (en), Au diable vauvert, 2020 ((en) Borne, 2017), trad. Gilles Goullet, 480 p.  (ISBN 979-10-307-0366-5)
2. Astronautes morts (en), Au diable vauvert, 2023 ((en) Dead Astronauts, 2019), trad. Gilles Goullet, 400 p.  (ISBN 979-10-307-0613-0)

### SérieThe Misadventures of Jonathan Lambshead
1. (en) A Peculiar Peril, 2020

### UniversPredator
- (en) Predator: South China Seas, 2008

### Romans indépendants
- (en) Veniss Underground (en), 2003
- (en) The Strange Bird, 2018
- (en) Hummingbird Salamander, 2021
- (en) Bliss, 2022

### Recueils de nouvelles
- (en) The Book of Frog, 1989
- (en) The Book of Lost Places, 1996
- (en) The Day Dali Died, 2003
- (en) Secret Life, 2004
- (en) Secret Lives, 2008
- (en) The Third Bear, 2010

### Non-fiction
- (en) Why Should I Cut Your Throat?, Monkeybrain, 2004  (ISBN 1-932265-11-2)
- (en) Booklife: Strategies and Survival Tips for the 21st Century Writer, Tachyon, 2009  (ISBN 978-1-892391-90-2)
- (en) The Kosher Guide to Imaginary Animals, Tachyon Publications, 2010Écrit avec Ann VanderMeer.
- La Bible Steampunk, Bragelonne, 2014 ((en) The Steampunk Bible, 2010), trad. Colette Carrière, Arnaud Demaegd et Marie-Aude Matignon, 224 p.  (ISBN 978-2-35294-725-7)Écrit avec S. J. Chambers.
- (en) Monstrous Creatures: Explorations of Fantasy through Essays, Articles & Reviews, Guide Dog, 2011  (ISBN 978-1-935738-03-9)
- (en) Wonderbook: The Illustrated Guide to Creating Imaginative Fiction, Abrams Image, 2013  (ISBN 9781419704420)
- Le Manuel Steampunk : Guide illustré pratique et excentrique pour la création de rêves rétrofuturistes, Bragelonne, 2016 ((en) The Steampunk User's Manual: An Illustrated Practical and Whimsical Guide to Creating Retro-Futurist Dreams, 2014), trad. Olivier Debernard, 224 p.  (ISBN 978-2-35294-928-2)Écrit avec Desirina Boskovich.

### Anthologies
- (en) Leviathan 1, 1994Écrit avec Luke O'Grady.
- (en) Leviathan 2, 1998Écrit avec Rose Secrest.
- (en) Leviathan 3, 2002Écrit avec Forrest Aguirre (en).
- (en) Album Zutique, 2003
- (en) The Thackery T. Lambshead Pocket Guide to Eccentric & Discredited Diseases (en), 2003Écrit avec Mark Roberts.
- (en) The New Weird, 2007Écrit avec Ann VanderMeer (en).
- (en) Best American Fantasy, 2007Écrit avec Ann VanderMeer.
- (en) Best American Fantasy: v. 2, 2008Écrit avec Ann VanderMeer.
- (en) Last Drink Bird Head, 2008
- (en) Steampunk, 2008Écrit avec Ann VanderMeer.
- (en) Fast Ships, Black Sails, 2009Écrit avec Ann VanderMeer.
- (en) Steampunk II: Steampunk Reloaded, 2010
- (en) The Thackery T. Lambshead Cabinet of Curiosities, 2011Écrit avec Ann VanderMeer.
- (en) The Weird, 2012Écrit avec Ann VanderMeer.
- (en) The Time Traveler's Almanac (en), 2014Écrit avec Ann VanderMeer.
- Sororités en révolution : Anthologie de nouvelles féministes, Goater, 2025 ((en) Sisters of the Revolution: A Feminist Speculative Fiction Anthology, 2015), 400 p.  (ISBN 978-2-38367-021-6)Écrit avec Ann VanderMeer.
- (en) The Big Book of Science Fiction: The Ultimate Collection, 2016Écrit avec Ann VanderMeer.
- (en) The Big Book of Classic Fantasy, 2019Écrit avec Ann VanderMeer.
- (en) The Big Book of Modern Fantasy, 2020Écrit avec Ann VanderMeer.